# Franz Halder
Franz Halder, nemški general, * 30. junij 1884, Würzburg, Nemčija † 2. april 1972, Aschau, Chiemgau, Nemčija.
Bil je poveljnik generalštaba (OKH) Heera za časa druge svetovne vojne, do 24. septembra 1942, ko ga je Adolf Hitler odstavil zaradi medsebojnih nesoglasij.

## Napredovanja
- Fähnrich (29. januar 1903)
- poročnik (9. marec 1904)
- nadporočnik (7. marec 1912)
- stotnik (9. avgust 1915)
- major (17. marec 1924)
- podpolkovnik (1. februar 1929)
- polkovnik (1. december 1931)
- generalmajor (1. oktober 1934)
- generalporočnik (1. avgust 1936)
- general artilerije (1. februar 1938)
- generalpolkovnik (19. julij 1940)

## Odlikovanja
- viteški križ železnega križa (27. oktober 1939)
- RK des Kgl. Preuss. Hausordens von Hohenzollern mit Schwertern: 2. oktober 1918
- 1914 železni križec I. razreda
- 1914 železni križec II. razreda
- Kgl. Bayer. Prinz-Regent-Luitpold Jubiläums-Medaille
- Kgl. Bayer. Militär-Verdienstorden IV. Klasse mit Schwertern und mit der Krone
- RK I. Klasse des Kgl. Sächs. Albrechts-Ordens mit Schwertern
- k.u.k. Österr. Militär-Verdienstkreuz III. Klasse mit der Kriegsdekoration
- Ehrenkreuz für Frontkämpfer
- Wehrmacht-Dienstauszeichnung IV. bis I. Klasse
- Spange zum EK I
- Spange zum EK II
- Kgl. Rumän. Orden Michael der Tapfere III. und II. Klasse (14. oktober 1941)
- Finn. Freiheitskreuz I. Klasse mit Stern, Eichenlaub und Schwertern (25. marec 1942)
- Meritorius Civilian Service Award (ZDA; november 1961)